# پرومگستون
پرومگستون (به انگلیسی: Promegestone) با فرمول شیمیایی C۲۲H۳۰O۲ یک ترکیب شیمیایی با شناسه پاب‌کم ۳۶۷۰۹ است. که جرم مولی آن ۳۲۶٫۴۷ g/mol می‌باشد.